# アイヴァー・マッキンタイア

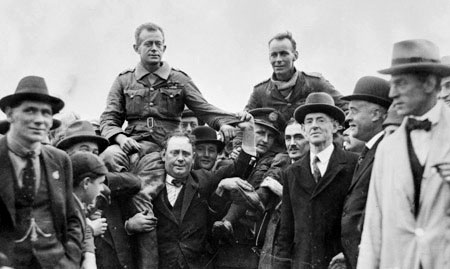
オーストリア一周飛行の後祝福されるマッキンタイア （右）とグローブ

アイヴァー・マッキンタイア（Ivor Ewing McIntyre、1899年10月6日 - 1928年3月12日）は、イギリス生まれのオーストラリア空軍のパイロットである。1924年にスタンリー・ゴーブルとともに44日間かけてオーストラリア一周飛行を行った。
イギリスのケントに生まれた。1917年にイギリス海軍航空隊に入隊し、イギリス空軍が発足すると空軍に移り、1920年代初めにオーストリア空軍に参加した。1924年4月6日、マッキンタイアと指揮官と航法士を務めるスタンリー・ゴーブル（Stanley (Jimmy) Goble）の搭乗したフェアリー　IIIDはビクトリア州のポイント・クックを出発した。反時計まわりに東海岸に沿ってサーズディ島まで飛行し、カーペンタリア湾を横断し、ダーウィンに至り、さらにオーストラリア西岸、オーストラリア南岸に沿って飛行を続けた。飛行の間には悪天候や、疲労に打克ち、エンジントラブルや燃料漏れを修理しなければならなかった.。44日間かけ、13,600kmを飛行して、ポイント・クックに到着した時、オーストラリア空軍の12機の飛行機がエスコートに飛び立ち、着陸地のセント・キルダ海岸には10,000人の人々が出迎えた。オーストラリア首相のスタンリー・ブルースは彼らの飛行を航空史に残る偉業であるとたたえ政府から賞金が与えられた。イギリス飛行クラブから2人はブリタニア・トロフィーを受賞し、イギリス国王からCBEを受勲した。
1926年には9月26日から12月7日の間、レス・トリスト（Les Trist）とともにデハビランド　DH.50A水上機でソロモン諸島を一周する16,000kmの飛行を行った。オーストラリア空軍の航空機とパイロットによる最初の国際飛行となった。
1928年3月12日、航空事故で死亡した。1994年オーストラリア郵便が発行したオーストラリアの有名なパイロットを取り上げた切手のシリーズに、フリーダ・トンプソン、ローレンス・ハーグレーブ、キース・スミス、ロス・スミスらとともに、マッキンタイアとゴーブルも題材となった。